# Małochatka
Małochatka (ukr. Малохатка) – wieś na Ukrainie, w obwodzie ługańskim, w rejonie starobielskim, w hromadzie Szulhynka. W 2001 liczyła 600 mieszkańców, spośród których 555 wskazało jako ojczysty język ukraiński, a 45 rosyjski.